# Лаврентије Калушки
Лаврентије Калушки († 10. августа 1515) - свети јуродиви, светитељ Руске православне цркве. У близини Лаврентијевог гроба подигнут је Лаврентијев манастир.

## Биографија
Верује се да је био из рода Хитрова. Неко време је живео на двору одређеног кнеза Семјона Ивановича, на врху планине прекривене густом шумом, у колиби код цркве Рођења Христовог . Ишао је бос и зими и лети, у кошуљи и јакни од овчије коже. Са секиром набоденом на дугачку дршку секире, Свети Лаврентије је тако приказан и на древним иконама .
Манастирска хроника бележи како је Лаврентије Калушки на чудесан начин спасао живот кнеза Семјона и Калугу при нападу Татара .
Преминуо је 10. августа 1515. године. Касније су његове мошти пренете у двоспратну саборну манастирску цркву саграђену крајем 16. века. На другом спрату су биле цркве у част Вазнесења Господњег са параклисом Светог Николаја Чудотворца, на првом спрату у част светог мученика архиђакона Лаврентија и светог Лаврентија Христа ради светог јуродивог. Калушког чудотворца, где његове мошти почивају близу северне стране, а изнад њих је постављена светиња са његовом иконом.
На месту својих подвига, вероватно, кнез Симеон је подигао Калушки Свето-Лаврентијевски манастир.